# Ljubanskaje Vadaschovisjtja
Ljubanskaje Vadaschovisjtja (vitryska: Любанскае Вадасховішча) är en reservoar i Belarus.   Den ligger i voblasten Minsks voblast, i den centrala delen av landet, 110 km söder om huvudstaden Minsk. Ljubanskaje Vadaschovisjtja ligger 137 meter över havet. Arean är 13,3 kvadratkilometer. Den sträcker sig 7,5 kilometer i nord-sydlig riktning, och 3,3 kilometer i öst-västlig riktning.